# Villar del Humo
Villar del Humo község Spanyolországban, Cuenca tartományban. Villar del Humo Boniches, San Martín de Boniches, Henarejos, Víllora, Cardenete, Carboneras de Guadazaón és Pajaroncillo községekkel határos. Lakosainak száma 176 fő (2024).

## Népesség
A település népessége az utóbbi években az alábbiak szerint változott:
| Lakosok száma | 374  | 372  | 341  | 298  | 307  | 252  | 218  | 184  | 173  | 176  |
|               | 2001 | 2004 | 2006 | 2009 | 2011 | 2014 | 2016 | 2019 | 2021 | 2024 |